# Бу (лик)
Буови, у Јапану познат као Тереса, су измишљени духови из серије видео игара Марио и Јоши. Први пут су се појавили као заједнички непријатељ у Супер Марио Брос. 3 из 1988, у којем су се звали Boo Diddleys (референца на америчког блуз певача Бо Дидлија). Од тада су били ослонац у серији Марио, обично се појављују као непријатељи, али повремено се појављују и као играни ликови у Мариовим спин-офф играма, или чак као Мариови савезници. Такође имају истакнуте улоге у Luigi 's Mansion ,Luigi 's Mansion:Dark Moon и Luigi 's Mansion 3. Добили су име по звуку који би неко могао да покуша када уплаши некога ("бу!"), Док њихово јапанско име потиче од глагола ' тереру '(照れる), што значи' бити стидљив '. Буов најчешћи образац напада је да се прикраде играчу (обично Марио) с леђа док су окренути од њих; међутим, они зауставе свој напад ако их погледају. Будући да су духови, обично су непобедиви и не могу се победити без одређених ставки или услова. Подразумева се да су Буови можда биле друге живе врсте пре него што су постале Буови, али то није разјашњено. Постоје и подврсте Бу засноване на другим врстама; на пример бесмртни Шај Гајеви постају "Бу Гајеви", док бесмртни Лакитуи постају "'Фишин Бу".

## Концепт и креирање
У интервјуу за часопис Нинтендо Пауер, креатор Марио франшизе Шигеру Мијамото изјавио је да је, док је радио на Супер Марио Брос. 3, ко-дизајнер Такаши Тезука имао идеју да своју жену стави у игру. Према Мијамотоу, "(Тезукина) супруга је нормално веома тиха, али једног дана је експлодирала, избезумљена свим временом које је провео на послу. У игри је сада лик који се смањује кад Марио то погледа, али кад Марио окреће се, постаће велика и претећа “. Буови се појављују као бели, сферични, левитирајући духови, слични феномену воља-о-шкрипа или јапанској Хитодами. Имају лица са великим очњацима и дугим језицима и три кратка екстремитета који подсећају на две руке и реп. Као духови, Буови се често појављују на нивоима са уклетом кућном тематиком у играма, у којима ће се „пришуљати“ играчу, много у стилу духова популарне културе. Њихово присуство може се препознати по њиховом потпису. Уопштено се приказују као срамне и несташне природе.